# جيانكارلو مارتيني
جيانكارلو مارتيني (بالإيطالية: Giancarlo Martini)‏ هو سائق سباق ورائد أعمال إيطالي، ولد في 16 أغسطس 1947 في Lavezzola ‏ في إيطاليا، وتوفي في 26 مارس 2013 في فورلي في إيطاليا.